# Exposition internationale d'hygiène de 1911
L'Exposition internationale de Dresde  s’est déroulée entre le 6 mai 1911 et le 31 octobre 1911. Son commissaire général est Karl August Lingner, un industriel local spécialisé dans les produits d'hygiène. L'exposition compte une superficie bâtie de 350 000 m2 et a accueilli 5,5 millions de visiteurs. Elle accueille 99 pavillons dont plusieurs nationaux. Son thème principal est l'hygiène et la médecine. Bénéficiaire financièrement parlant, la municipalité garde un bilan positif de l'exposition, et par la suite un musée de l'hygiène est créé dans la ville. 

## Voir également
- GeSoLei